# Olaf II (roi de Norvège)
Olaf II Haraldsson, né vers 995 et mort le 29 juillet 1030 à la bataille de Stiklestad, est un roi de Norvège de la dynastie Hårfagre qui règne de 1015 à 1028. Il est considéré comme un saint par l'Église catholique sous le nom de saint Olaf et la cathédrale de Nidaros est construite sur sa tombe.

## Biographie

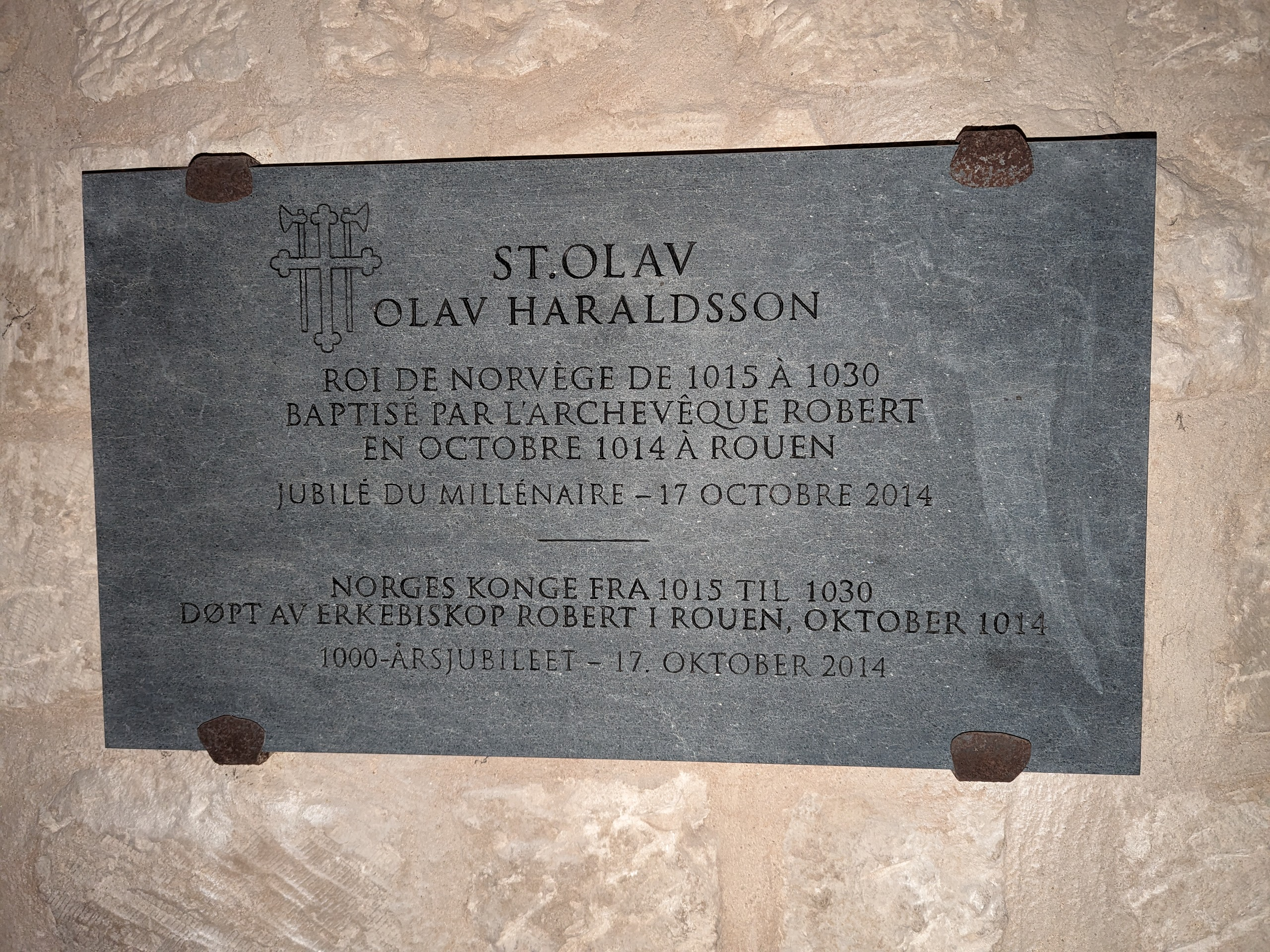
Plaque commémorative du baptême d'Olaf Haraldsson dans la crypte de la cathédrale de Rouen.

Le futur roi Olaf est un descendant d'Harald à la Belle Chevelure (Harald Ier de Norvège), le fils du roi Harald Grenske du comté de Vestfold et d’Åsta Gudbrandsdatter. Après le meurtre de son père par Sigrid Storråda, il est élevé par le second époux de sa mère Sigurd Syr Halfdansson, roi du Ringerike. Du fait de cette union il est le demi-frère des enfants de ce dernier et d’Åsta dont le futur roi Harald III de Norvège (Harald Sigurdsson). Il aurait été baptisé en 1014 à Rouen par l'archevêque Robert le Danois, frère du duc Richard II de Normandie, mais selon la tradition historique norroise, le baptême remonterait à son enfance. 
Il commence sa carrière viking en participant à un raid maritime et se livrant au pillage dans de nombreux pays étrangers du golfe de Finlande jusqu'au détroit de Gibraltar. Il combat aux côtés de Thorkell le Grand et se rallie, tout comme lui, au roi anglo-saxon Æthelred à la suite de l'important tribut proposé. Il l'accompagne probablement à Rouen dans son exil et y est probablement baptisé. Ce renforcement des liens avec le roi en exil permet de supposer que ce dernier le soutient afin de permettre à Olaf de rentrer en Norvège dans l'objectif d'affaiblir l'influence de Knut le Grand et encourager la diffusion du christianisme.
Il rentre en Norvège vers 1014 en compagnie d'évêques et parvient à s'imposer assez rapidement dans l'ensemble du pays, aussi bien dans les régions côtières qu'à l'intérieur des terres. Il est élu roi de Norvège par les différentes assemblées provinciales. 
Olaf passe ensuite sa vie à disputer le royaume de Norvège au roi Knut le Grand (Knut II de Danemark) ou Canut Ier, roi de Danemark et d'Angleterre. En effet, la grande puissance scandinave est, au début du XIe siècle, le royaume viking du Danemark. Vers 1015-1017, il profite de ce que Knut est occupé en Angleterre pour rendre indépendante la Norvège. Le nouveau roi s'installe à Nidaros (actuelle Trondheim), et y bâtit une église.
Vers 1019, afin de renforcer les liens avec le royaume de Suède, il épouse Astrid Olofsdotter, fille d'Olof Skötkonung.
Il poursuit l’activité missionnaire du roi Olaf Tryggvason (Olaf Ier de Norvège) et se met en tête d'en extirper le paganisme par les armes, pour faire du christianisme la religion de son pays. Une vive opposition des païens et de quelques seigneurs qui redoutent son autorité l'incite à les réprimer durement. Il est le grand législateur de l'Église en Norvège et, comme son parent Olaf Tryggvason, il tente de faire disparaître les traces de l'ancienne foi et de bâtir des églises à la place des anciens lieux sacrés qu'il a profanés ou détruits. Il fait aussi venir des évêques et des prêtres d'Angleterre.
Il rend aux things locaux leur importance, il amende les codes de lois, fait délibérément entrer son pays dans la civilisation occidentale en établissant une Église nationale avec le concours de son ami l’évêque Grimketel, et en instaurant une hiérarchie efficace.
La tradition hagiographique lui attribue l'unification et la christianisation de la Norvège, notamment avec l'établissement des premières lois chrétiennes lors de l'assembler de Moster vers 1022/1024. Cependant, la christianisation norvégienne s'est retrouvée face à de plus importantes difficultés qu'ailleurs et Olaf n'hésite pas à recourir à la force et à confisquer les terres de ses opposants. Sa politique brutale provoque plusieurs poches de résistance. Il fait notamment face à des oppositions de la part des différents jarl et chefs locaux.
Après avoir soumis le Groenland à son autorité en 1023, Knut lui envoie une ambassade pour lui réclamer la couronne vers 1024-1025, ce qu'il refuse en s'alliant au roi de Suède Anund Jacob, son beau-frère. Ils mènent une campagne en 1026 contre le Danemark afin de ravager le pays, puis de le soumettre, profitant de l'absence de Knut qui se trouve en Angleterre. A l'annonce de cette invasion, ce dernier rassemble une énorme armée navale et leur livre une bataille navale (bataille de l'Helgeå) sans vainqueur sur la côte est de la Scanie. Cette confrontation eut des conséquences graves pour Olaf, car Knut bloqua le détroit de l’Øresund entre la Scanie et le Danemark et Olaf ne put ramener sa flotte en Norvège. Il dut l'abandonner en Scanie et rentrer par voie de terre et cette perte l'affaiblit.
Si Olaf avait remporté un succès important dans sa politique à l’égard du royaume de Suède, il est en butte aux ambitions du puissant roi d’Angleterre et du Danemark, Knut le Grand (Knut II de Danemark). Face à cette concurrence, mais surtout face à la révolte de nombreux chefs locaux qui ne supportent plus son pouvoir tyrannique,  Olaf est contraint de prendre la fuite, alors que Knut, après un pèlerinage à Rome, débarque en Norvège en 1028 et se proclame roi à Nidaros. Olaf se réfugie alors en Suède avec quelques barons fidèles comme Finn Arnesson et ses frères Torberg et Arni et Rognvald Brusason, puis finalement en Russie à Novgorod. 
À la suite de la disparition en mer fin 1029 de Håkon Eiriksson qui gouvernait la Norvège en tant que jarl, Olaf décide de rentrer d'exil avec le soutien de son demi-frère Harald Hardrada. Cependant, son arrivée suscite un soulèvement populaire contre lui en grande partie causé par la mort ignominieuse du chef Erling Skjalgsson, l'un de ses principaux opposants dans le Sud-Ouest du pays. Très influent dans le Rogaland, Erling devient un symbole de la résistance norvégienne à la politique centralisatrice d'Olaf. Les petits royaumes et les thing coalisent avec le soutien de Knut. Olaf est battu et tué à Stiklestad le 29 juillet 1030 à l'âge de 35 ans. Son demi-frère, Harald, est contraint à l'exil auprès des alliés d'Olaf en Rus' de Kiev.
Le roi Knut II de Danemark impose alors comme roi son fils Sven Knutsson qui promulgue des lois danoises jugées inacceptables par les Norvégiens. Rapidement les nobles menés par Einar Tambarskjelve et les populations découvrent alors a posteriori la sainteté d'Olaf. Dès lors, son culte se répand rapidement en Norvège et en Suède, puis dans l’ensemble de l’Europe du Nord.

## Union et postérité
Après avoir été fiancé avec Ingigerd, la fille légitime du roi Olof Skötkonung (Olof III de Suède), Olaf épouse sa fille illégitime Astrid Olofsdotter et ils ont une fille :
- Wulfhilde de Norvège, morte le 24 mai 1071, épouse en septembre 1042 le duc Ordulf de Saxe.

Il entretient également une relation avec une concubine de « bonne naissance membre de la hird royale », nommée Alfhildr, qui lui donne son fils unique :
- Magnus.

## Surnom
Les scaldes, contemporains d'Olaf, nommaient le souverain « Olaf le Gros », surnom que Snorri reprend dans la plus grande partie de son récit.

## Notoriété posthume
Contrairement à ses prédécesseurs, les sources sont très nombreuses au sujet d'Olaf et sont rédigées quelques décennies après sa mort afin de former une légende hagiographique à son sujet. L'essentiel de ces textes est probablement rédigé par Eystein Erlendsson, puis renforcé par Snorri Sturluson. Une tradition hagiographique se forme progressivement à la fin du XIe siècle. Elle devient d'autant plus florissante qu'à partir de la seconde moitié du XIIe siècle, Olaf devient Rex Perpetuus Norvegiae, saint patron de la Norvège.
Selon la tradition, c'est la hache de guerre de saint Olav que tient entre ses pattes le lion qui figure sur le blason de la Norvège. La saga consacrée à la vie de saint Olaf tient une part importante dans l'Histoire des rois de Norvège écrite par Snorri Sturluson : la Heimskringla. Snorri Sturluson cite de nombreux poèmes scaldiques rédigés par des contemporains d'Olaf qui sont des sources historiques précieuses.
La « pierre de soleil » des Vikings est mentionnée dans un passage l'histoire de Rauðúlf et de ses fils (Rauðúlfs þáttur). Elle serait le cristal de calcite, selon les deux physiciens bretons Albert Le Floch et Guy Ropars[réf. nécessaire]. Ce cristal est très utilisé pour certains types de microscopes. Il dévie les rayons lumineux suivant leur polarisation, sans perdre de lumière — contrairement à la cordiérite, autre cristal fréquemment rencontré en Scandinavie et envisagé par l'archéologue danois Thorkild Ramskou en 1967 comme aide-boussole des Vikings. La cordiérite, aux reflets violets, change de couleur selon la direction de polarisation de la lumière qui l'atteint. De plus, elle absorbe une partie des photons, ce qui donne une lumière ténue et irisée, et non pas nette et bien définie comme avec la calcite. La calcite permet de retrouver la position du soleil derrière les nuages, même plusieurs heures après que celui-ci a disparu au-delà de l'horizon.

## En Normandie
En Normandie, saint Olaf représente une figure importante et a été choisi de manière non-officielle comme le saint protecteur des Normands[réf. nécessaire], ce terme désignant essentiellement les habitants de la Normandie continentale et insulaire, mais aussi à plus grande échelle les habitants des anciens territoires vikings, à savoir les pays scandinaves et, à plus forte raison, la Norvège. Ce choix peut s'expliquer par l'époque à laquelle vécut Olaf et où les échanges entre la Normandie et les pays scandinaves étaient communs[réf. nécessaire]. Il subsistait également de nombreuses parentés entre les habitants du tout nouvel état normand, comme l'illustre le choix de l'archevêque Robert le Danois pour le baptême d'Olaf.

Drapeau normand à croix scandinave, dit Croix de Saint-Olaf.

Le drapeau de Normandie à croix scandinave qui rappelle les origines scandinaves de la Normandie a été baptisé "Croix de saint Olav" (ou "Croix de Saint-Olaf") en l'honneur du saint.
Baptisé à Rouen par le frère d'un duc de Normandie, une église de Rouen est dédiée à saint Olaf. L'église norvégienne Saint-Olav a été construite en 1926, rue Duguay-Trouin, à proximité du foyer des marins scandinaves. La Mission norvégienne des marins voulait en effet construire un lieu de culte luthérien aux marins en escale.
Un os du bras de saint Olaf est conservé comme relique dans la crypte de la cathédrale Notre-Dame de Rouen.
En 2014, la ville et le diocèse de Rouen ont célébré le millénaire du baptême de saint Olav avec les représentants norvégiens de l'Église catholique et de l'Église évangélique luthérienne de Norvège.
En Normandie, le 29 juillet est l'occasion de fêtes culturelles locales qui mettent généralement en avant l'héritage norrois de la Normandie. Dans certaines paroisses normandes la messe est célébrée en ce jour en l'honneur du saint et pour marquer les liens historiques qui unissent la Normandie et la Scandinavie.

## Cinéma et télévision
Olaf Haraldsson est l'un des personnages principaux de la série télévisée Vikings: Valhalla. Il est incarné par l'acteur islandais Jóhannes Haukur Jóhannesson.